# Farhan Shakor
Farhan Shakor Tawfeeq (Kirkuk, 15 ottobre 1995) è un calciatore iracheno, attaccante del Dalkurd.

## Carriera

### Club
Ha sempre giocato nella prima divisione irachena fino al 2019. Successivamente, nel 2020, è approdato prima in Giordania all'Al-Faisaly e poi nella seconda serie svedese al Dalkurd, dove però nel 2020 non ha potuto giocare giocato poiché dal Kurdistan non ha potuto raggiungere la Svezia a causa delle restrizioni della pandemia di COVID-19, venendo così prestato all'Erbil.

### Nazionale
Nel 2012 ha giocato una partita nel campionato asiatico Under-19. Nel 2013 partecipa al Campionato mondiale di calcio Under-20 2013, nel quale segna il gol del momentaneo 3-2 nella partita vinta ai rigori dalla sua squadra dopo il 3-3 finale contro la Corea del Sud.
Nel 2014 ha giocato una partita in Nazionale maggiore.
Ha partecipato alla Coppa del mondo ConIFA 2014 con la Selezione di calcio del Kurdistan, segnando anche una tripletta contro la selezione del Tamil Eelam.

## Palmarès
- Giochi asiatici: 1

2014